# Bogić Vujošević
Bogić Vujošević (in serbo Богић Вујошевић?; Vrbas, 5 agosto 1992) è un cestista serbo naturalizzato austriaco.

## Palmarès

### Club
- Campionato austriaco: 4

Kapfenberg Bulls: 2016-17, 2017-18, 2018-19
BC Vienna: 2021-22
- Coppa d'Austria: 4

Kapfenberg Bulls: 2017, 2018, 2019
BC Vienna: 2022
- Supercoppa d'Austria: 3

BC Vienna: 2015
Kapfenberg Bulls: 2017, 2019

### Individuale
- MVP finali  Campionato austriaco: 1

2021-22